# Юн Йон Їл
Юн Йон Їл (нар. 23 вересня 1973) — колишній південнокорейський тенісист.
Найвищу одиночну позицію світового рейтингу — 140 місце досяг 18 грудня 2000, парну — 188 місце — 14 травня 2001 року.

## Титули Туру в одиночному розряді – всі рівні (7–10)
| Легенда (одиночний розряд) |
| Великий шлем (0–0)         |
| Tennis Masters Cup (0–0)   |
| Серія Мастерс ATP (0–0)    |
| Тур ATP (0–0)              |
| Челленджери (1–2)          |
| Ф'ючерси (6–8)             |

| Результат | Ранг | Дата              | Турнір                   | Покриття | Суперник у фіналі   | Рахунок       |
| Перемога  | 1.   | 23 вересня 1996   | Пекін, КНР               | Тверде   | Ся Цзяпін           | 6–4, 2–6, 6–1 |
| Перемога  | 2.   | 4 травня 1998     | Пекін, КНР               | Тверде   | Канеко Хідекі       | 6–3, 7–5      |
| Поразка   | 1.   | 11 травня 1998    | Тяньцзінь, КНР           | Тверде   | Канеко Хідекі       | 4–6, 7–6, 0–6 |
| Поразка   | 2.   | 5 жовтня 1998     | Майсіма, Японія          | Килим    | Лі Хьон Тхек        | 6–7, 6–2, 4–6 |
| Перемога  | 3.   | 5 липня 1999      | Джакарта, Індонезія      | Ґрунт    | Рік Де Вуст         | 7–6, 7–5      |
| Поразка   | 3.   | 26 липня 1999     | Сент-Джозеф, США         | Тверде   | Тома Дюпре          | 6–4, 4–6, 1–6 |
| Перемога  | 4.   | 9 серпня 1999     | Канзас-Сіті, США         | Тверде   | Давід Налбандян     | 6–3, 6–7, 6–2 |
| Перемога  | 5.   | 28 лютого 2000    | Джакарта, Індонезія      | Тверде   | Квон О Хи           | 6–2, 6–4      |
| Поразка   | 4.   | 8 травня 2000     | Фукуока, Японія          | Трава    | Тераті Такахіро     | 6–2, 6–7, 1–6 |
| Перемога  | 6.   | 15 травня 2000    | Осака, Японія            | Тверде   | Пол Бакканелло      | 6–4, 6–7, 6–4 |
| Поразка   | 5.   | 22 травня 2000    | Сеул, Південна Корея     | Ґрунт    | Park Seung-kyu      | 5–7, 6–7      |
| Поразка   | 6.   | 24 липня 2000     | Віннетка, США            | Тверде   | Судзукі Такао       | 2–6, 4–6      |
| Поразка   | 7.   | 7 серпня 2000     | Бінгемтон, США           | Тверде   | Судзукі Такао       | 1–6, 4–6      |
| Поразка   | 8.   | 27 листопада 2000 | Маніла, Філіппіни        | Тверде   | Збинек Млинарік     | 6–4, 0–6, 2–6 |
| Поразка   | 9.   | 4 грудня 2000     | Маніла, Філіппіни        | Тверде   | Данай Удомчоке      | 3–6, 6–3, 5–7 |
| Перемога  | 7.   | 21 квітня 2003    | Кумамото, Японія         | Тверде   | Беньямін Коллеффель | 6–3, 6–2      |
| Поразка   | 10.  | 12 грудня 2003    | Соґвіпхо, Південна Корея | Ґрунт    | Тераті Такахіро     | 0–6, 5–7      |